# Thomas Edward Taylor
Pour les articles homonymes, voir Taylor.
Thomas Edward Taylor (17 mars 1811 - 3 février 1883), est un homme politique du Parti conservateur britannique. Il est Chancelier du duché de Lancastre en 1868 et entre 1874 et 1880 sous Benjamin Disraeli.

## Jeunesse et éducation
Taylor est le fils aîné du révérend Edward Taylor, quatrième fils de Thomas Taylour (1er comte de Bective) (dont le fils aîné est créé marquis de Headfort en 1800). Sa mère est Marianne St Leger, fille de l'honorable Richard St Leger. L'un de ses deux frères, le général Sir Richard Taylor (général anglais) (en) (1819–1904) a une brillante carrière dans l'armée britannique. Il fait ses études au Collège d'Eton.

## Carrière
Taylor est nommé dans le 6th Dragoon Guards en 1829. Il est promu lieutenant en 1831 et capitaine en 1838, mais se retire de l'armée en 1846.
En 1841, il est élu député du comté de Dublin, siège qu'il occupe le reste de sa vie,. Il est whip de l'opposition de 1855 à 1858, et sert ensuite comme Lords du Trésor de 1858 à 1859 dans la deuxième administration du comte de Derby. Lorsque les conservateurs reviennent au pouvoir en 1866, il est nommé secrétaire parlementaire du Trésor, poste qu'il occupe jusqu'en 1868, dans le gouvernement de Benjamin Disraeli. Il sert ensuite brièvement sous Disraeli comme Chancelier du duché de Lancastre de novembre à décembre 1868. Il est admis au Conseil privé cette même année.
Aux Élections générales britanniques de 1874, Taylor bat de façon décisive Charles Stewart Parnell, et est de nouveau nommé Chancelier du duché de Lancastre par Disraeli, et le reste jusqu'à ce que les Conservateurs quittent le pouvoir en 1880.

## Famille
Il épouse Louisa, fille de Hugh Francis Tollemache, en 1862, à l'âge de 51 ans. Ils ont cinq enfants, trois fils et deux filles. Taylor est décédé le 3 février 1883, à l'âge de 71 ans. Louisa est décédée en avril 1928.